# 周亞南
周亞南，廣東東江嘉應州興寧周家村人，周家螳螂拳（又名南螳螂）始祖。他本身是福建少林寺的炊事工人，一天經過叢林的時候，見到螳螂博鬥相思雀，因而悟出螳螂拳。之後在少林寺高僧禪隱大師的指導下，於是創出周家螳螂拳，成為一代拳術宗師，從此便為武術界留下異彩。

## 姓氏周朱爭議
不過，另一派別朱家螳螂拳則認為周亞南應是朱亞南之誤，因客家話周朱同音。是一名廣東東江嘉應州五華轉水區桐坑裡蓮塘村人士，為朱家螳螂拳（又名朱家教）拳始祖。有關爭議，暫未有確實的學說，一般會普遍認為周家螳螂拳的始組是興寧周亞南，而朱家螳螂拳的始組是五華的朱龍拔。